# Lista över ledamöter av Sveriges riksdags första kammare 1903
Ledamöter av Sveriges riksdags första kammare vid riksdagen 1903.
Yrkestiteln anger ledamöternas huvudsakliga sysselsättning. Riksdagsarbetet var vid den här tiden inget heltidsjobb. I de fall ledamoten saknar egen sida har känt födelseår skrivits ut.

## Stockholms stads valkrets
- Ivar Afzelius, justitieråd, minoritetspartiet
- Oscar Almgren, grosshandlare, minoritetspartiet
- Ludvig Annerstedt, före detta statsråd, minoritetspartiet
- Carl von Friesen, lektor, riksbanksfullmäktige, minoritetspartiet
- Edvard Fränckel, generalkonsul, protektionistiska partiet
- Friherre Claës Gustaf Adolf Tamm, före detta statsråd, minoritetspartiet
- Ragnar Törnebladh, lektor, riksbanksfullmäktige, minoritetspartiet
- Wilhelm Walldén, godsägare, redaktör för Stockholms Dagblad, minoritetspartiet

## Stockholms läns valkrets
- Friherre Carl Joachim Beck-Friis, disponent vid Hargs bruk, protektionistiska partiet
- Hans excellens Erik Gustaf Boström, Sveriges statsminister, protektionistiska partiet
- Gustaf Ekdahl, handlande, protektionistiska partiet
- Wilhelm Odelberg, disponent vid Gustavsbergs porslinsfabrik, protektionistiska partiet
- Gustaf Fredrik Östberg, godsägare, protektionistiska partiet

## Uppsala läns valkrets
- Gustaf Gilljam, universitetskansler, protektionistiska partiet
- Johan Fredrik Nyström, lektor vid Stockholms högre realläroverk, protektionistiska partiet
- Fredrik Ridderbjelke, disponent vid Marielunds gods och före detta kapten, protektionistiska partiet
- Pehr Gustaf Tamm, disponent vid Söderfors bruk, protektionistiska partiet

## Södermanlands läns valkrets
- Greve Fredrik Wachtmeister af Johannishus, generaldirektör för Domänstyrelsen, protektionistiska partiet
- Filip Boström, landshövdingen i Södermanlands län, protektionistiska partiet
- Albert Sjöholm, kontraktsprost, protektionistiska partiet
- August Tamm, godsägare, minoritetspartiet
- Greve Fredrik von Rosen, kammarherre, partilös

## Östergötlands läns valkrets
- Greve Philip Otto Leonard Klingspor, f.d. kapten, protektionistiska partiet
- Hugo Hedenstierna, häradshövding i Kinda och Ydre domsaga, protektionistiska partiet
- Axel Danckwardt-Lillieström, godsägare, partilös
- Greve Harald Spens, f.d. landshövding, partilös
- Gustaf Andersson i Kolstad, godsägare, protektionistiska partiet
- Carl Rydberg, godsägare, protektionistiska partiet
- Niklas Fosser, godsägare, protektionistiska partiet

## Norrköpings stads valkrets
- Carl Swartz, fabrikör, minoritetspartiet

## Jönköpings läns valkrets
- Gustaf Berg, häradshövding i Norra och Södra Vedbo domsaga, protektionistiska partiet
- Magnus Söderberg, godsägare (Rosendala i Hakarps socken), protektionistiska partiet
- Friherre Hjalmar Palmstierna, landshövdingen i Jönköpings län, protektionistiska partiet
- Carl von Mentzer, kronofogde, protektionistiska partiet
- Arvid Lilliesköld, häradshövdingen i Östbo och Västbo domsaga, protektionistiska partiet
- Axel Petri, rådman i Eksjö stad, protektionistiska partiet

## Kronobergs läns valkrets
- Joseph Stephens, bruksägare, protektionistiska partiet
- Axel Törner, läroverksadjunkt, protektionistiska partiet
- Charles von Oelreich, landshövdingen i Kronobergs län, minoritetspartiet
- Axel Hummel, verkställande direktör för Kosta glasbruk, partilös
- Greve Knut Posse i Växjö, godsägare, protektionistiska partiet

## Kalmar läns norra valkrets
- Carl Lybeck, godsägare, protektionistiska partiet
- Knut Tillberg, vice häradshövding, protektionistiska partiet
- Theodor Odelberg, Sveriges jordbruksminister, protektionistiska partiet

## Kalmar läns södra valkrets
- Melcher Ekströmer, f.d. kapten, protektionistiska partiet
- Carl Birger Hasselrot, häradshövdingen i Ölands domsaga, protektionistiska partiet
- Gustaf Walin, apotekare, protektionistiska partiet
- Friherre Christopher Rappe, godsägare, protektionistiska partiet

## Gotlands läns valkrets
- Gustaf Björlin, överste, protektionistiska partiet
- Theodor af Ekenstam, häradshövding i Gotlands södra domsaga, protektionistiska partiet

## Blekinge läns valkrets
- Pontus af Burén, bruksägare, protektionistiska partiet
- Henrik Berggren, disponent, protektionistiska partiet
- Greve Hans Hansson Wachtmeister, före detta finansminister, Statskontorets generaldirektör, protektionistiska partiet
- Friherre Fredrik von Otter, före detta statsminister, partilös

## Kristianstads läns valkrets
- Greve Magnus De la Gardie, landshövdingen i Kristianstads län, partilös
- Ola Nilsson, lantbrukare, protektionistiska partiet
- James Kennedy, kammarherre, protektionistiska partiet
- Greve Raoul Hamilton, godsägare (Ovesholms slott), partilös
- Johan Amilon, godsägare (Everöd), partilös
- Friherre Louis De Geer, godsägare, minoritetspartiet
- John Jeppsson, nämndeman, partilös

## Malmöhus läns valkrets
- Friherre Nils Trolle, hovjägmästare, protektionistiska partiet
- Per Sörensson, kontraktsprost i Luggude kontrakt, protektionistiska partiet
- Hjalmar Lindgren, professor vid Lunds universitet, protektionistiska partiet
- Henrik Cavalli, landskamrerare, protektionistiska partiet
- Friherre Wolmer Wrangel von Brehmer, överstekammarjunkare, protektionistiska partiet
- Paul Paulson, lantbrukare, protektionistiska partiet
- Per Bondesson, lantbrukare, protektionistiska partiet
- Friherre Werner von Schwerin, godsägare (Skarhults slott), partilös
- Pehr Liedberg, f. d. ryttmästare, protektionistiska partiet
- Per Lundsten, disponent för AB Lomma Tegelfabrik, protektionistiska partiet

## Malmö stads valkrets
- Robert Dickson, överståthållare, minoritetspartiet
- Johan Dieden, grosshandlare, partilös

## Hallands läns valkrets
- Carl Nordenfalk, f.d. landshövding, minoritetspartiet
- Sebastian Tham, godsägare, protektionistiska partiet
- Adolf von Möller, godsägare, protektionistiska partiet
- Anders Apelstam, grosshandlare, minoritetspartiet

## Göteborgs och Bohus läns valkrets
- Friherre Lars Åkerhielm, president i Kammarrätten, protektionistiska partiet
- Friherre Gustaf Lagerbring, landshövdingen i Göteborgs och Bohus län, minoritetspartiet
- Fredrik Pettersson, f.d. kapten, protektionistiska partiet
- Carl Nyström, medicine doktor, protektionistiska partiet
- Alexis Hammarström, byråchef i Generaltullstyrelsen, protektionistiska partiet
- Pontus Fahlbeck, extra ordinarie professor vid Lunds universitet, protektionistiska partiet

## Göteborgs stads valkrets
- Philip Leman, filosofie doktor och advokat, minoritetspartiet
- Sigfrid Wieselgren, generaldirektör för Fångvårdsstyrelsen, minoritetspartiet
- Olof Melin, grosshandlare och skeppsredare, minoritetspartiet

## Älvsborgs läns valkrets
- Friherre Fredrik von Essen, Sveriges riksmarskalk, protektionistiska partiet
- Per Johan Andersson, fabriksidkare, protektionistiska partiet
- Eduard Ljungberg, f.d. afvokatfiskal, protektionistiska partiet
- Pehr Lithander, grosshandlare, protektionistiska partiet
- Fredrik Almgren, överdirektör, protektionistiska partiet
- Friherre Jonas Alströmer, disponent, protektionistiska partiet
- Johan Rylander, lantbruksskolföreståndare, protektionistiska partiet
- Leonard Grundberg, lasarettsläkare, protektionistiska partiet

## Skaraborgs läns valkrets
- Gustaf Berg, godsägare, protektionistiska partiet
- Friherre Carl Klingspor, godsägare, protektionistiska partiet
- Knut Åkerberg, godsägare, protektionistiska partiet
- August Weinberg, godsägare, protektionistiska partiet
- Gustaf Bergendahl, ryttmästare, protektionistiska partiet
- Ivar Wijk, godsägare, protektionistiska partiet
- Cornelius Sjöcrona, landshövding i Skaraborgs län, protektionistiska partiet
- Johan Boström, godsägare, protektionistiska partiet

## Värmlands läns valkrets
- Carl Moberg, borgmästare i Karlstads stad, protektionistiska partiet
- Friherre Henrik Falkenberg, kapten & godsägare (Värmlands Säby), protektionistiska partiet
- Richard Åkerman, generaldirektör för Kommerskollegium, protektionistiska partiet
- Teofron Säve, lektor vid Karlstads högre allmänna läroverk, protektionistiska partiet
- Albert Bergström, bruksägare (Bosjö bruk), protektionistiska partiet
- Edvard Montgomery, bruksägare (Rottneros bruk), minoritetspartiet
- Gottfried Olsén, fabriksidkare, protektionistiska partiet
- Fredrik Wester, ingenjör, protektionistiska partiet

## Örebro läns valkrets
- Axel Svedelius, landshövdingen i Örebro län, protektionistiska partiet
- Herman Behm, godsägare, protektionistiska partiet
- Knut Bohnstedt, f. d. ryttmästare, protektionistiska partiet
- Vollrath Tham, brukdisponent, partilös
- Friherre Johan Gripenstedt, godsägare, protektionistiska partiet
- Magnus Unger, f.d. häradshövding, protektionistiska partiet

## Västmanlands läns valkrets
- Gustaf Benedicks, ägare av Gysinge bruk, protektionistiska partiet
- Gottfrid Billing, biskop i Lunds stift, minoritetspartiet
- Otto Lundberg, Salas borgmästare, protektionistiska partiet
- Greve Gustaf Erik Lewenhaupt, ägare av Gäddeholms herrgård, protektionistiska partiet

## Kopparbergs läns valkrets
- Ernst Trygger, professor, protektionistiska partiet
- Knut Falk, bruksägare (Gravendals bruk), protektionistiska partiet
- Martin Nisser, bruksägare, protektionistiska partiet
- Gustaf Ros, godsägare, protektionistiska partiet
- Hugo Blomberg, professor, protektionistiska partiet
- Lorents Petersson, kontraktsprost i Leksands kontrakt, protektionistiska partiet

## Gävleborgs läns valkrets
- Christian Lundeberg, bruksägare (Forsbacka, Mackmyra och Högbo bruk), protektionistiska partiet
- Eric Larsson, bruksägare (Freluga bruk), minoritetspartiet
- Greve Walther von Hallwyl, direktör för Ljusne-Woxna AB, protektionistiska partiet
- Svante Sandqvist, borgmästare i Hudiksvalls stad, protektionistiska partiet
- Robert Almström, direktör för Rörstrands Porslinsfabrik, protektionistiska partiet
- Wilhelm Brehmer, överste, protektionistiska partiet

## Gävle stads valkrets
- John Rettig, grosshandlare, minoritetspartiet

## Västernorrlands läns valkrets
- Frans Albert Anderson, ordförande i Riksgäldskontoret, minoritetspartiet
- Gustaf Andersson i Sundsvall, rådman i Sundsvalls stad, minoritetspartiet
- Johan Dahlberg, bruksägare, minoritetspartiet
- Christian Fröberg, Härnösands borgmästare, minoritetspartiet
- Erik Hägglund, kronolänsman, protektionistiska partiet
- Greve Gustaf Sparre af Söfdeborg, första kammarens talman och ägare av Mariedals slott, partilös
- Carl David Uppström, häradshövding i Ångermanlands södra domsaga, minoritetspartiet

## Jämtlands läns valkrets
- Friherre Robert von Kræmer, ägare av Stenhammars slott och hovmarskalk, minoritetspartiet - avled 13 mars 1903
  - Isidor von Stapelmohr, borgmästare i Östersunds stad, minoritetspartiet - vald 15 april 1903
- Hugo Tamm, ägare av Fånö gods, minoritetspartiet
- Olof Björklund, godsägare, minoritetspartiet

## Västerbottens läns valkrets
- Jakob Berlin, sekreterare i överståthållarämbetets kansli, minoritetspartiet
- Oscar Bremberg, jägmästare, minoritetspartiet
- Axel Cederberg, tillförordnad landshövding i Västerbottens län, minoritetspartiet
- Gustaf Edström, kontraktsprost i Ångermanlands nordöstra kontrakt, partilös

## Norrbottens läns valkrets
- Lars Berg, generaldirektör för kungliga väg- och vattenbyggnadsstyrelsen, protektionistiska partiet
- Knut Gillis Bildt, överste, protektionistiska partiet
- Greve Carl Taube, järnvägsdistriktschef, minoritetspartiet